# Rubitecan
Rubitecan (INN) is een geneesmiddel afgeleid van camptothecine (een natuurlijke plantenstof met een antikankeractiviteit). De chemische formule van rubitecan is 9-nitro-20(S)-camptothecine. Rubitecan werd ontwikkeld door Supergen Inc. uit Dublin (Californië). Zoals camptothecine is rubitecan een topo-isomerase-inhibitor. De stof is niet wateroplosbaar en wordt oraal toegediend. De merknaam van Supergen is Orathecin. Het middel was bedoeld voor de behandeling van alvleesklierkankerpatiënten, maar is niet op de markt.
De Europese Commissie kende op 10 juni 2003 de status van"weesgeneesmiddel" toe aan rubitecan, voor de behandeling van patiënten met voortgezette of metastatische pancreaskanker. Op dat ogenblik waren de klinische proeven met het middel nog aan de gang. Later vond het Europees Geneesmiddelenbureau dat de resultaten van deze proeven onvoldoende aantoonden dat rubitecan een hogere overlevingskans bood dan de standaardgeneesmiddelen zoals gemcitabine of 5-fluoro-uracil; daarenboven waren er talrijke en soms ernstige bijverschijnselen. De aanvrager (voor Europa was dat EuroGen Pharmaceuticals Ltd) trok daarop zijn aanvraag in en het middel kwam niet in de handel.
Ook in de Verenigde Staten heeft Supergen om gelijkaardige redenen de aanvraag voor de toelating van Orathecin ingetrokken.